# Badr Benoun
Badr Benoun (Casablanca, 30 september 1993) is een Marokkaanse voetballer die bij voorkeur als verdediger speelt. Hij verruilde in 2022 Al-Ahly voor Qatar SC. Benoun debuteerde in 2017 in het Marokkaans voetbalelftal.

## Interlandcarrière
Badr Benoun maakte zijn naam internationaal bekend in 2015 tijdens het Touloun Tournament u23 toernooi dat werd gehouden in Frankrijk. Tijdens dat toernooi bereikte Marokko de finale, maar verloor van Frankrijk met 3-1.
Op 2 oktober 2017 wordt hij door de Hervé Renard, de bondscoach van Marokko, opgeroepen voor het nationale elftal om de geblesseerde Jawad El Yamiq te vervangen voor de WK kwalificatie tegen Gabon. In deze wedstrijd maakte hij zijn debuut in de 81ste minuut, door in te vallen voor de geblesseerde aanvoerder Medhi Benatia.
Een aantal dagen later speelde het Marokkaans voetbalelftal een vriendschappelijke wedstrijd tegen het Zuid-Koreaans voetbalelftal. In deze wedstrijd maakte Benoun zijn basisdebuut voor de nationale ploeg.

## Erelijst
| Trofee          | Competitie             | Aantal          | Jaar            |                 |
| Raja Casablanca | Raja Casablanca        | Raja Casablanca | Raja Casablanca | Raja Casablanca |
| --------------- | ---------------------- | --------------- | --------------- | --------------- |
|                 | Winnaar Coupe du Trône | 1x              | 2017            |                 |

Individueel
- Beste verdediger Botola Maroc Telecom: 2017-18

1 Zniti  ·
2 Douik ·
4 Gael Ngah ·
5 Moutouali ·
6 Ngoma ·
7 Islah ·
8 Al-Warfali ·
10 Benhalib ·
11 Jabroun ·
12 El Haddaoui ·
13 Benoun ·
15 Haddad ·
17 Ahadad ·
18 Hafidi ·
19 Malango ·
20 Jbira ·
21 Rahimi ·
22 Bouamira ·
25 Boutayeb ·
30 Nanah ·
55 Achchakir ·
96 Arjoune ·
98 El Wardi ·
Coach: vacant
· Assistent-coach: Safri
1 Bounou ·
2 Hakimi ·
3 Mazraoui ·
4 Amrabat ·
5 Aguerd ·
6 Saïss  ·
7 Ziyech ·
8 Ounahi ·
9 Hamdallah ·
10 Zaroury ·
11 Sabiri ·
12 Munir ·
13 Chair ·
14 Aboukhlal ·
15 Amallah ·
16 Ezzalzouli ·
17 Boufal ·
18 El Yamiq ·
19 En-Nesyri ·
20 Dari ·
21 Cheddira ·
22 Tagnaouti ·
23 El Khannous ·
24 Benoun ·
25 Attiyat Allah ·
26 Jabrane ·
Coach: Regragui